# Psammitis setiger
Psammitis setiger is een spinnensoort uit de familie van de krabspinnen (Thomisidae).
De wetenschappelijke naam van de soort werd in 1885 als Xysticus setiger gepubliceerd door Octavius Pickard-Cambridge.